# Музеј пива у Зрењанину
Музеј пива у Зрењанину настао је 2017. године, обновом једног дела зрењанинске пиваре, на иницијативу Војислава Цвејића , да би се касније пројекат наставио у оквиру Туристичке организације града Зрењанина.

## Историјат
Пивару у Зрењанину је 1745. године основао Немац, Себастијан Kрајцајзен, ипак, процват Зрењанинске пиваре везује се за породицу Дунђерски. Тада највећи велепоседник и индустријалац са ових простора, Лазар Дунђерски је 1891. године од Беле Рожа за 75.000 форинти преузео пивару у Зрењанину и до 1911. године вршио њену темељну реконструкцију. Подигао је велики комплекс, за који је ангажовао архитекте из Прага. Пиво је рађено по најбољој, „плзенској” технологији, по којој је настављена производња „Зрењанинског пива”. У власништво његовог млађег сина др Гедеона пивара прелази 1917. године, који је, од 1922. до 1925. године даље проширује. Године 1938. умире др Гедеон и тестаментом одређује троје своје деце, Лазара, Душана и Софију, за своје наследнике. Последњи власник пиваре био др Душан Дунђерски, када је после Другог светског рата пивара национализована. Пивара је непрекидно радила од 1745-2007.

## Експонати музеја
Од комплекса са објектима различите намене, флашаре, компресионог простора, ферментора, танкова, Музеј пива је смештен у машински део, у вариону, односно кухињу пива. Реч је о објекту који је подигла Зрењанинска индустрија пива 1958/59. године. Ту су се одвијали најважнији процеси у производњи пива: хмељење, укомљавање и кување. Објекат се састоји из четири етаже, а у приземљу се налазе казани за кување сладовине, будућег пива као и безалкохолног пића Тут-гут. Цео ентеријер је обложен брачким каменом у девет боја, осим командне собе која је накнадно дограђена. Сачувано је око 50% затамњених стакала на фасади увезених из Италије. Ту је и опрема која је довезена 1958. из Немачке, из чувене фирме Ziemann Sudwerk, бакарни казани капацитета и до 40 хиљада литара. Три казана се налазе на једном нивоу, а велики, за цеђење, на другом. Сачувана је сва архивска грађа пиваре, флаше и фотографије. У музеј су пренети експонати из пивариних погона за производњу сирћета и погона за производњу алкохола. Сачуван је највреднији и најважнији производни део пиваре где се кувало пиво – Вариону са машинама и опремом, неке још од пре Другог светског рата:
- Дестилатор алкохола марке F. Ringhoffer, Smichow – Праг из 1899. године, место производње: Смихов (Smichow) – градска четврт Прага, Праг. Коришћен у Фабрици алкохола.
- Филтер машина марке Ensinger – Немачка, са почетка 20. века
- Стари млин за јечам (каишар) марке Amme, Giesecke & Кonegen Aktiengesellschaft из 1910. године, место производње: Брауншвајг (Braunschweig) – Немачка
- Бачварска клупа за израду пивских буради из 1881. године
- Старо буре за пиво са натписом DUNGYERSКY, 25 Л са краја 19. или почетка 20. века.
- 3 бакарна казана